# Acmopyle sahniana
Acmopyle sahniana es una especie de conífera en la familia Podocarpaceae.
Es endémica de Fiyi. Está seriamente amenazada por pérdida de hábitat.

## Fuente
- Conifer Specialist Group 2000. Acmopyle sahniana. 2006 IUCN Lista Roja de Especies Amenazadas; descarga 10 de julio de 2007

- Datos: Q4033321